# بچه کوسه

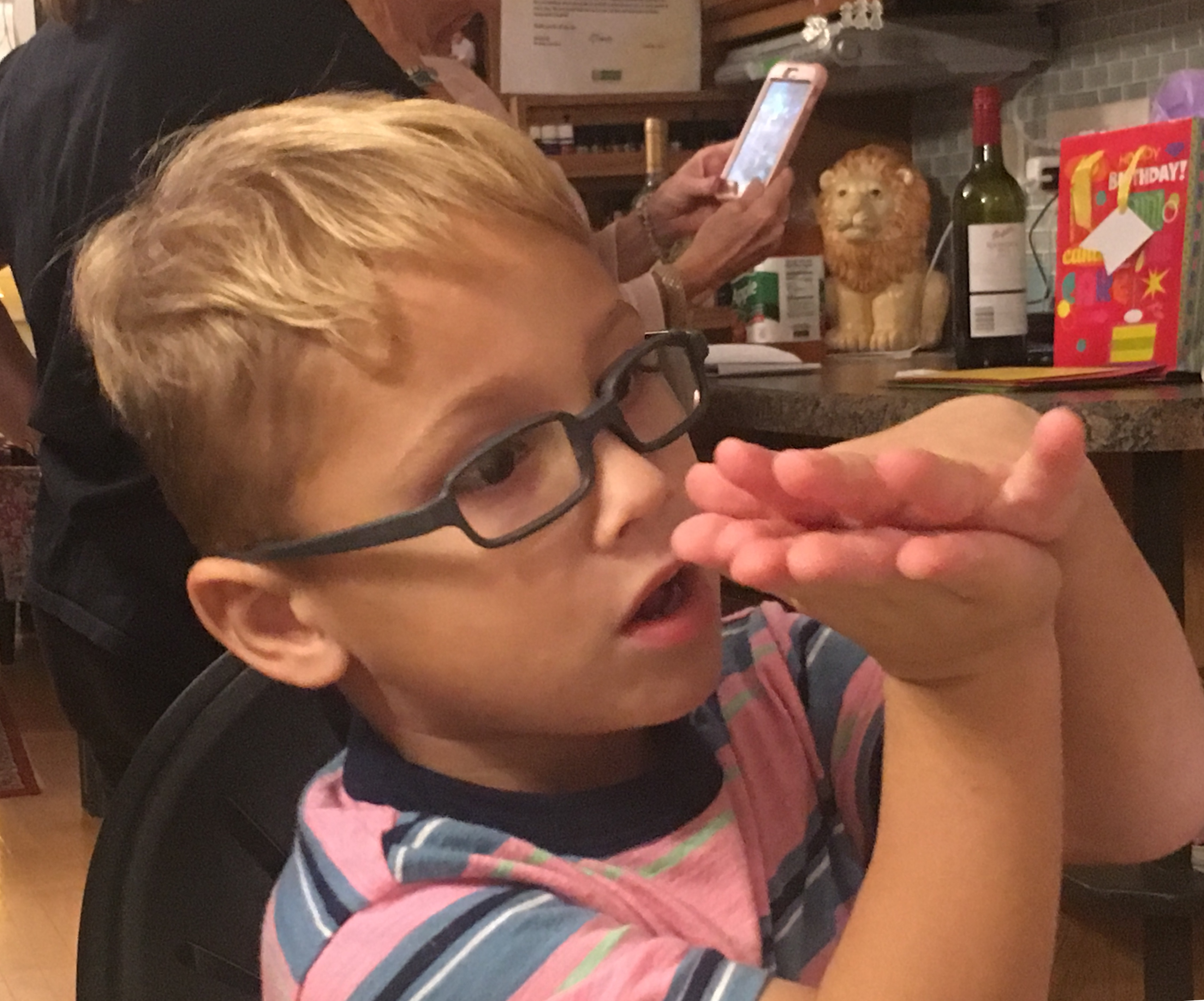
پسر چهارساله در حال انجام رقص «بچه کوسه»، ۲۰۱۸

«بچه کوسه» یا «بیبی شارک» (به انگلیسی: Baby Shark) یک ترانهٔ کودکانه در مورد خانواده‌ای از کوسه‌ها است. محبوبیت این ترانه از سال ۲۰۱۶ آغاز شد؛ زمانی‌که پینک‌فونگ (یک کمپانی آموزش در کرهٔ جنوبی) آن را به شکل ویدئو در یوتیوب منتشر کرد و در نوامبر ۲۰۲۰، نسخهٔ پینک‌فونگ از این ترانه با بیش از ۱۰ میلیارد بازدید، به پربیننده‌ترین ویدئوی یوتیوب تبدیل شد.